# Bodhan
Bodhan es una ciudad y  municipio situada en el distrito de Nizamabad en el estado de Telangana (India). Su población es de 77573 habitantes (2011). 

## Demografía
Según el censo de 2011 la población de Bodhan era de 104918 habitantes, de los cuales 38651 eran hombres y 38922 eran mujeres. Bodhan tiene una tasa media de alfabetización del 74,27%, superior a la media estatal del 67,02%: la alfabetización masculina es del 79,79%, y la alfabetización femenina del 68,81%.